# Pseudoacanthocereus brasiliensis
A Pseudoacanthocereus brasiliensis egy száraz trópusi erdőkből származó bokorkaktusz. Termését a helyi lakosok ritkán fogyasztják.

## Jellemzői
Alacsony bokor, tőből elágazó hajtásaival gyakran nagy csoportot képez. A hajtások felegyenesedők vagy elfekvők, 15–45 mm átmérőjűek, zöldesszürkék, 2-6 bordára tagoltak, areoláin 8-14 db 5–50 mm hosszú tövist visel, virágai 150–170 mm szélesre nyílnak, fehérek, éjjel nyílók, a külső szirmok hússzínűek. A termése 55–80 mm átmérőjű, éretten sárga, lehulló bogyó, a pulpa fehér.

## Elterjedése
Brazília: Bahia, Minas Gerais államok.